# Djellal
Djellal là một đô thị thuộc tỉnh Khenchela, Algérie. Dân số thời điểm năm 2002 là 3.637 người.